# محمد العمران
محمد العمران (بالإنجليزية: Mohammed Al-Omran)‏؛ مواليد 14 أكتوبر 1994 في الأحساء، السعودية، هو لاعب كرة قدم سعودي لعب سابقاً لنادي هجر.

## روابط خارجية
- محمد العمران على موقع قاعدة بيانات كرة القدم.إي يو (الإنجليزية)
- محمد العمران على موقع Soccerway.com (الإنجليزية)